# Sosnovy Bor (oblast Leningrad)
Sosnovy Bor (Russisch: Сосновый Бор) is een Russische stad, gelegen in de oblast Leningrad, waarbinnen het een stedelijk district (gorodskoj okroeg) vormt. Sosnovy Bor ligt aan de zuidkust van de Finse Golf, ruim 80 kilometer ten westen van Sint-Petersburg. Er wonen ruim 66.000 mensen (2002).
In het Russisch betekent Sosnovy Bor letterlijk 'naaldwoud'. Het is een vrij jonge stad: in 1958 werden de eerste woningen gebouwd, speciaal ten behoeve van het personeel van de nabijgelegen kerncentrale Leningrad (bestaande uit vier kernreactoren van het type RBMK-1000). In 1973 kreeg het de status van stad. Tegenwoordig is de kerncentrale nog steeds een grote werkgever, maar niet meer zo dominant als vroeger; onderzoeksinstituten en bouwbedrijven zijn sterk vertegenwoordigd. Het is een van de weinige kleinere gemeenten waarvan het inwoneraantal niet gedaald is sinds het uiteenvallen van de Sovjet-Unie.

## Geboren
- Pavel Broett (1982), wielrenner
- Dmitri Malysjko (1987), biatleet

Bestuurlijk centrum: Sint-Petersburg (geen onderdeel van de oblast)

Steden: Boksitogorsk · Gatsjina · Ivangorod · Kamennogorsk · Kingisepp · Kirisji · Kirovsk · Kommoenar · Ljoeban · Lodejnoje Pole · Loega · Nikolskoje · Novaja Ladoga · Otradnoje · Pikaljovo · Podporozje · Primorsk · Priozersk · Sertolovo · Sjasstroj · Sjlisselburg · Slantsy · Sosnovy Bor · Svetogorsk · Tichvin · Tosno · Volchov · Volosovo · Vsevolozjsk · Vyborg · Vysotsk

Stedelijke districten: Sosnovy Bor

Gemeentelijke districten: Boksitogorski · Gatsjinski · Kingiseppski · Kirisjski · Kirovski · Lodejnopolski · Loezjski · Lomonosovski · Podporozjski · Priozerski · Slantsevski · Tichvinski · Tosnenski · Volchovski · Volosovski · Vsevolozjski · Vyborgski